# Parafia Matki Bożej z Rzeki w Berri
Parafia Matki Bożej z Rzeki w Berri – parafia rzymskokatolicka, należąca do diecezji Port Pirie, erygowana w 1961 roku.